# Дурмагашево
Дурмага́шево (рос. Дурмагашево, марій. Нурмучаш) — присілок у складі Сернурського району Марій Ел, Росія. Входить до складу Кукнурського сільського поселення.

## Населення
Населення — 1 особа (2010; 4 у 2002).
Національний склад (станом на 2002 рік):
- марі — 100 %